# مقام أبي الدرداء (اللاذقية)
مقام أبي الدرداء ويقع في حي الطابيات في مدينة اللاذقية في سوريا، وهو ملاصق للمسجد المسمى بمسجد أبي الدرداء، يعتقد بأن هذا القبر هو للفقيه أبو الدرداء عبد الله بن محمد بن الأشعث الطرطوسي.
مقام أبي الدرداء
ويقع في حي الطابيات في مدينة اللاذقية في سوريا
رقم العقار: الشحَّادين 52.
، وهو ملاصق للمسجد المسمى بمسجد أبي الدرداء، يعتقد بأن هذا القبر هو للفقيه أبو الدرداء عبد الله بن محمد بن الأشعث الطرطوسي.
و هناك لوحة رخامية مثبتة على الجدار بالقرب من باب المقام مكتوبة بخط متداخل: (( بسم الله الرّحمن الرّحيم أنشأ هذا المكان المبارك المعروف بأبي الدرداء رضي الله عنه المعتبر الفقير أحمد باشا بن نصر الدين بن عبد الله عفا الله عنه من شهور سنة 1073))، وهي تقابل 1662 م.
و على واجهة المسجد المبني حديثاً، لوحة رخامية كتب عليها:
لإقامة الصلوات أنشئ جامع
ٌيدعى أبا الرداء ذو البركات
فإذا دُعيت فبادرت مثوبةً
قد أرخوه معجّل الخيرات
مقام الشيخ محمد البزار                 
- ربما هو المحدث ( أبي الدرداء عبدالله بن محمد الأشعث الشامي الانطرطوسي ) أحد رواة الاحاديث في مدينة طرطوس         
بنى المقام أحمد باشا بن ناصر الدين بن عبد الله ) في رمضان 1073 هج  نيسان 1663             
- وبنى الجامع  ( الحاج حسن دنورة) 1385 هج 1965
يقال أن حول هذا المكان كانت توجد مجموعة من القبور أزيلت وحاليا هدم معظم جامع أبي الدرداء و قد بدئ ببناء اساس الجامع الجديد مكان الجامع القديم مع التوسعة و لكن تم الاحتفاظ بمقام أبي الدرداء كما هو
وذكر الاستاذ سامر منى في كتابة
ولا نعلمُ عن دفين المقام شيئاً : 
_ ربَّما هو المحدِّث (أبو الدرداء عبد الله بن محمَّد بن الأشعث الشاميّ الأنطرطوسيّ) – نسبةً إلى طرطوسَ، فيُحتمل أن يكونَ وقع الالتـباسُ بيْنَ الاثنينِ – بينه وبين الصحابِيِّ الجليلِ (أبي الدرداءِ) رضي الله عنه – لتشابهِ الاسْمِ،  فقد سرَى بيْنَ أهلِ اللاذقيَّةِ أنَّ القبْرَ للصحابِيِّ الْجليْلِ (أبِي الدرداءِ)، ولكنَّ الحقائقَ التاريْخيَّةَ أنَّ قبْرهُ فِي دمشقَ كما ذكرَ (النابلسِيُّ) أحدَ زوَّارِ الْجامعِ، كما أنَّ الصحابِيَّ الْجليْلَ لَمْ يقصدِ اللاذقيَّةَ أو مرَّ بِها، فالقبْرُ ليسَ قبْرهُ.
_ و ربَّما هو الشيخ (محمَّد البزَّار) هو من اهالي اللاذقية !!!
و هناك لوحة رخامية مثبتة على الجدار بالقرب من باب المقام مكتوبة بخط متداخل: (( بسم الله الرّحمن الرّحيم أنشأ هذا المكان المبارك المعروف بأبي الدرداء رضي الله عنه المعتبر الفقير أحمد باشا بن نصر الدين بن عبد الله عفا الله عنه من شهور سنة 1073))، وهي تقابل 1662 م.
و على واجهة المسجد المبني حديثاً، لوحة رخامية كتب عليها:
وقد أرخت الأبيات عام 						1385 هـ - 1965 م.